# Anthurium longifolium
Anthurium longifolium là một loài thực vật có hoa trong họ Ráy (Araceae). Loài này được (Hoffm.) G.Don miêu tả khoa học đầu tiên năm 1839.